# Walter Mandler
Walter Mandler (* 10. Mai 1922; † 21. April 2005 in Midland) war ein führender Optik-Konstrukteur der Marke Leica und später Leiter der Entwicklungsabteilung und Vizepräsident der Ernst Leitz Canada (ELCAN Optical Technologies) in Midland, Ontario.
Mandler wurde als Sohn einer deutschen Landwirtsfamilie geboren. Noch während seines Studiums an der  Universität Gießen, das er mit einer Promotion „summa cum laude“ abschloss, trat er im Jahre 1947 als Objektiv-Konstrukteur in die Firma Leitz in Wetzlar ein.
Im Jahre 1952 gehörte er zu einem Team von Mitarbeitern, die von Günther Leitz mit dem Aufbau der Ernst Leitz Canada (ELCAN) in Midland, Ontario beauftragt wurden. Nachdem zunächst nur ein kürzerer Aufenthalt vor Ort geplant war, entschied sich Mandler in Kanada zu bleiben. Später wurde er auch kanadischer Staatsbürger. 
Als Hauptbeitrag Mandlers zur optischen Technik gelten seine bahnbrechenden Arbeiten in der Anwendung des computergestützten Designs von Objektiven, die mit der bisherigen Methode des Entwurfs optischer Objektive mit Rechenschieber und Logarithmentabelle abschloss und eine neue Ära in der Objektiventwurfstechnik  einleitete. 1979 verfasste er seine Dissertation. Von ihm stammt das Design von mehr als 45 Hochleistungsobjektiven der Marke Leica, die hervorragende optische Eigenschaften mit überschaubaren Herstellungskosten verbanden. Darunter die Modelle 
- Noctilux-M 1:1,0/50 mm
- Summilux-M 1:1,4/35 mm
- Summilux-R 1:1,4/50 mm
- Summilux-R 1:1,4/80 mm
- Summilux-M 1:1,4/75 mm
- Summicron-R 1:2,0/50 mm
- Summicron-M 1:2,0/90 mm
- Elmarit-R 1:2,8/19 mm
- Elmarit-M 1:2,8/90 mm
- Elmarit-M 1:2.8/135 mm
- APO-Telyt-R 1:3,4/180 mm

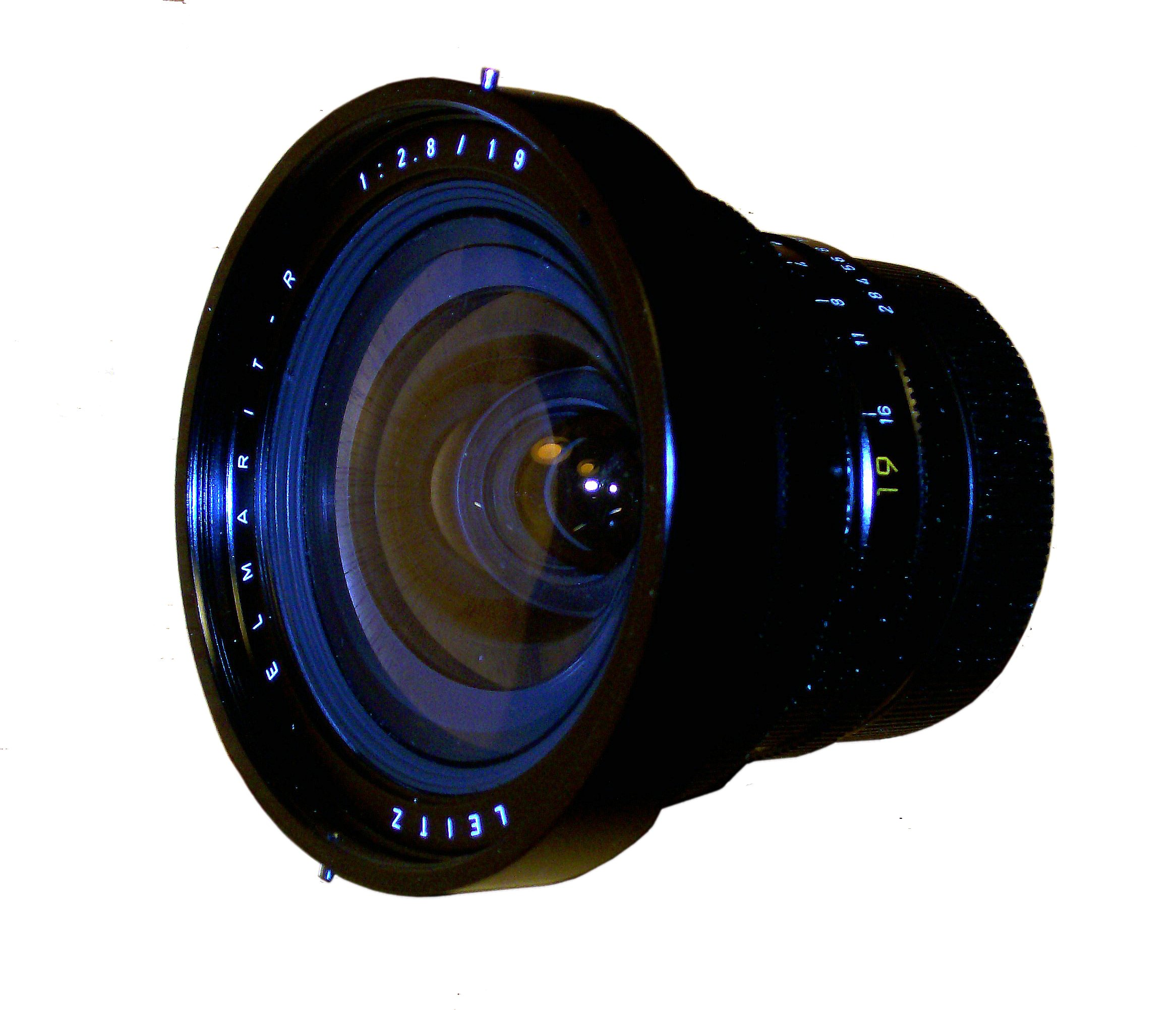
Ernst Leitz Canada Elmarit-R 1:2,8/19 mm
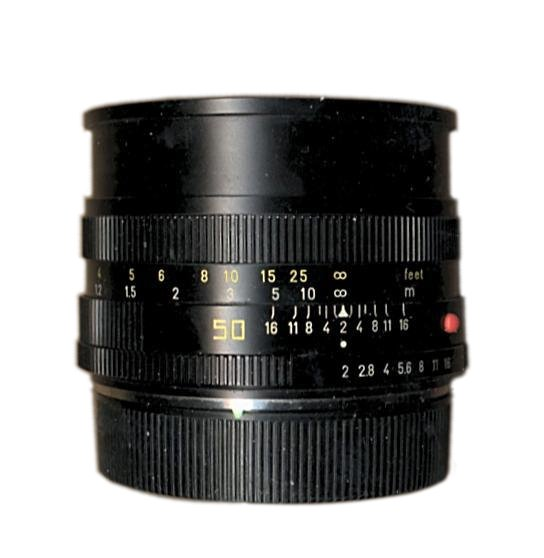
Leica Summicron-R 1:2,0/50 mm
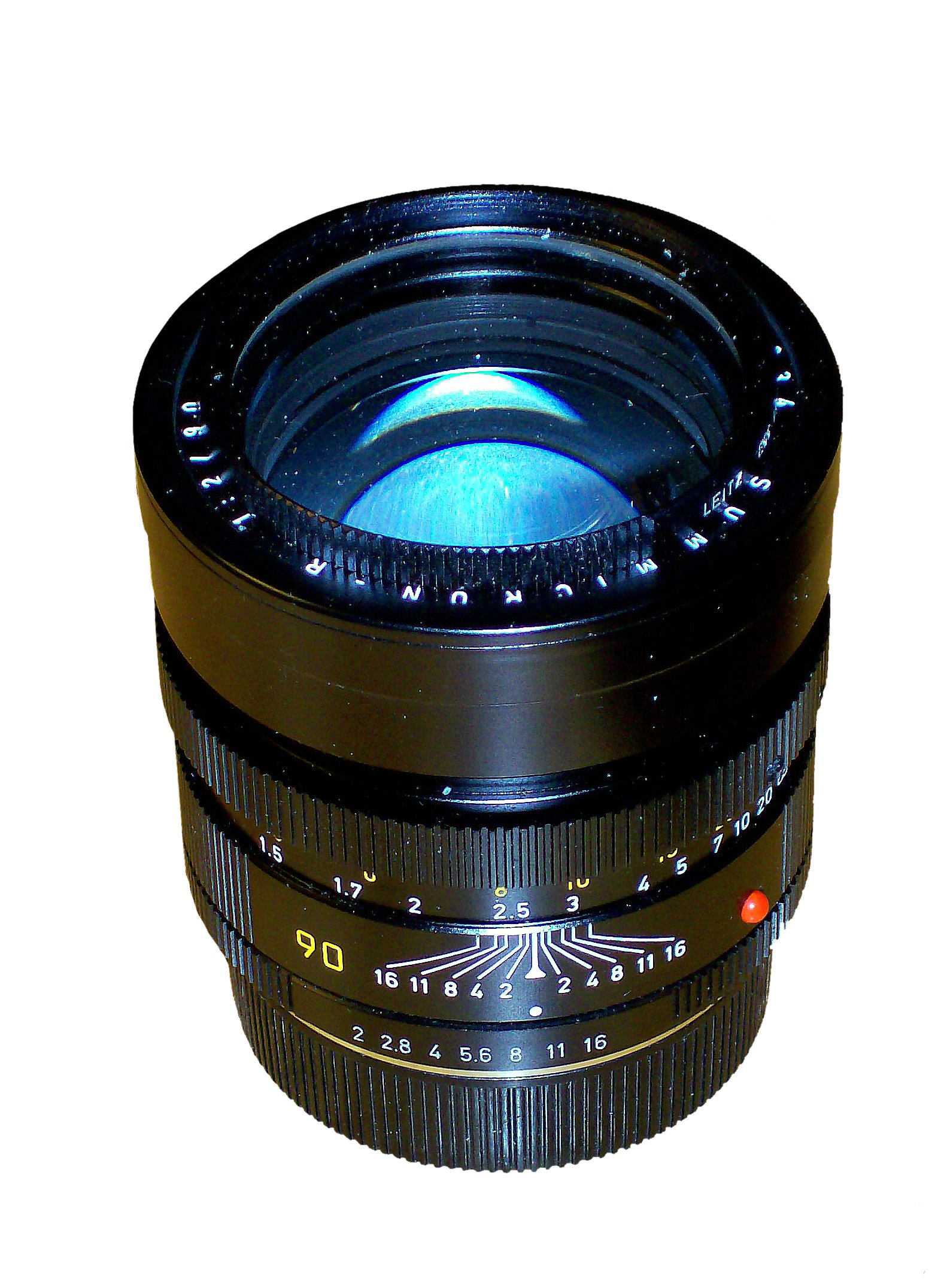
Leica Summicron-R 1:2,0/90 mm
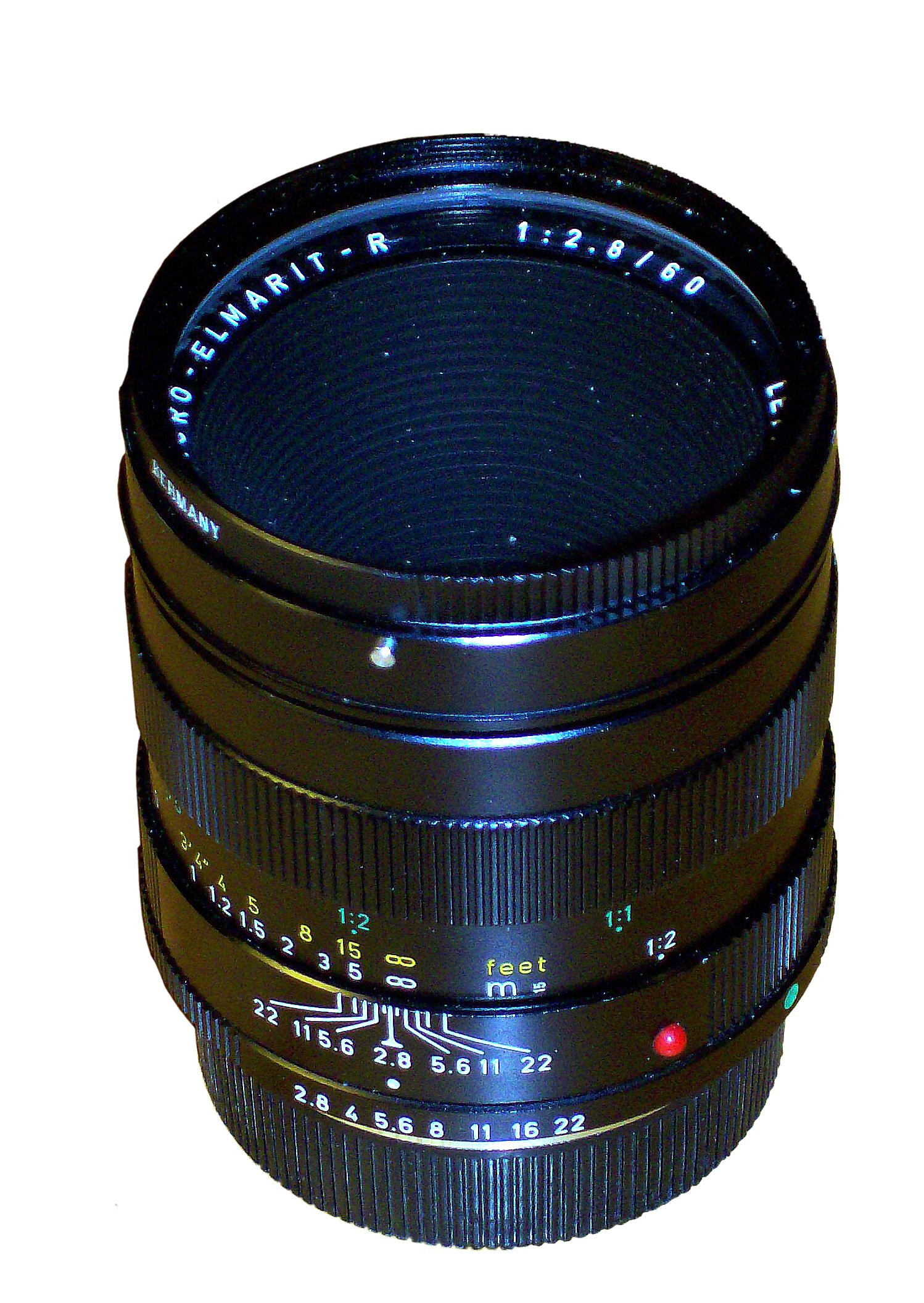
Leica Elmarit-R 1:2,8/60 mm
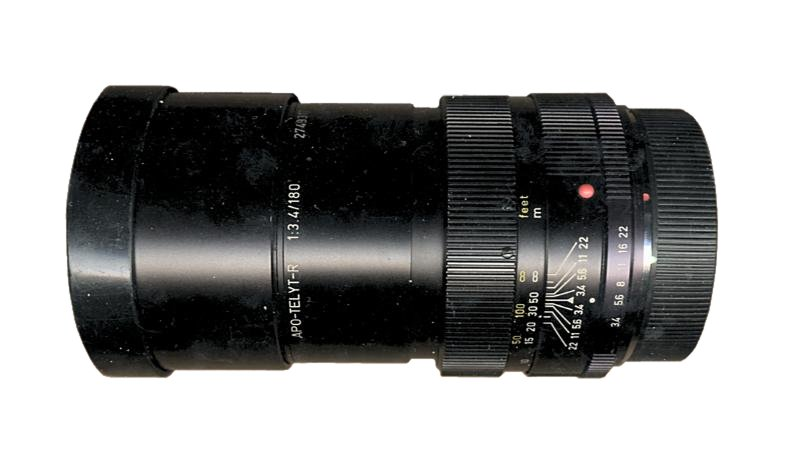
Apo-Telyt-R 1:3,4/180 mm